# تشاللو تشلبيانلو
تشاللو تشلبيانلو هي قرية في مقاطعة مراغة، إيران. عدد سكان هذه القرية هو 161 في سنة 2006.